# Aeròdrom de Sant Lluís
L'Aeròdrom de Sant Lluís és un camp d'aviació esportiu de l'illa de Menorca situat al km 2 de la carretera de Maó a Sant Lluís gestionat per l'Aeroclub de Menorca.
Consta d'una escola d'aviació com a eix fonamental de l'entitat. S'hi realitzen activitats com el Rally Aeri de caràcter anual, voltes aèries a Menorca, excursions aèries a Mallorca, exhibicions aèries, vols acrobàtics, pràctica d'aeromodelisme. L'Aeroclub de Menorca participa en certàmens i exposicions aeronàutiques de caràcter nacional i internacional, de manera que el juny de 2006 s'hi va realitzar la sortida de la primera etapa de la Volta Aèria a Espanya.
Cal destacar les col·laboracions especials que l'Aeroclub manté amb el Consell Insular de Menorca i IBANAT per a la vigilància forestal, i amb la secció de ciències naturals de l'Institut Menorquí d'Estudis (IME).

## Història
L'inici de l'aeròdrom de Menorca ve marcat per la guerra civil espanyola i la necessitat de comptar amb un camp d'aviació militar a l'illa. L'estiu de 1936 s'inicia l'obra d'esplanació del camp d'aviació que arribarà a tenir una pista de 850 metres útils de longitud. El primer avió a aterrar és un caça biplà Fiat, procedent de Palma.
Durant la dècada dels anys 40, fan ús del camp de vol, de manera esporàdica, alguns avions de la base aèria de Son San Joan de Mallorca i altres aparells espatllats que es veuen obligats a aterrar a la pista menorquina. El juliol de 1949, el Ministeri de l'Aire accedeix a obrir l'aeròdrom al trànsit aeri civil, nacional complet, internacional de turisme i escales tècniques del trànsit internacional. L'agost del mateix any es realitza el vol inaugural de la companyia Aviaco procedent de Barcelona, amb el qual s'estableix la línia Barcelona- Maó, que es cobreix durant els primers anys amb aparells Bristol 170.
L'any 1959 i 1961 es fan ampliacions de la pista d'aterratge fins a 1.850 metres de longitud, la qual cosa convertirà posteriorment a l'Aeroclub de Menorca amb l'aeroclub amb la pista més llarga d'Europa. El nou servei, per part de la companyia Aviaco, dels DC-4 obliga a iniciar noves obres d'ampliació. El setembre de 1965 es canvia oficialment la denominació d'Aeroclub de Sant Lluís pel d'Aeroclub de Maó.
El creixent trànsit turístic i l'augment de vols xarter, així com la circumstància de què els nous avions reactors exigeixen pistes més llargues, fan que es plategi la necessitat de construir un nou aeroport a l'illa.
El Pla General d'Aeroports i Rutes Aèries 1963- 1967 afecta amb gran mesura a Menorca. Aquest pla estima que fins a 1967 les instal·lacions de l'Aeroport de Sant Lluís poden atendre el trànsit previst, però que a partir de 1968 és necessària la construcció d'un nou aeroport per poder atendre els reactors de tipus mitjà. L'increment del trànsit aeri i l'enorme interès que demostren les autoritats locals donen com a resultat que les obres s'inicien abans del que s'havia establert i, així, l'any 1967 comença la construcció del nou aeroport. Finalment, l'aeròdrom es converteix l'any 1969 en el Real Aeroclub de Maó, entitat que des de llavors s'encarrega de la conservació i manteniment de les instal·lacions de l'escola de pilots i aeromodelisme.

## Flota Aeronàutica

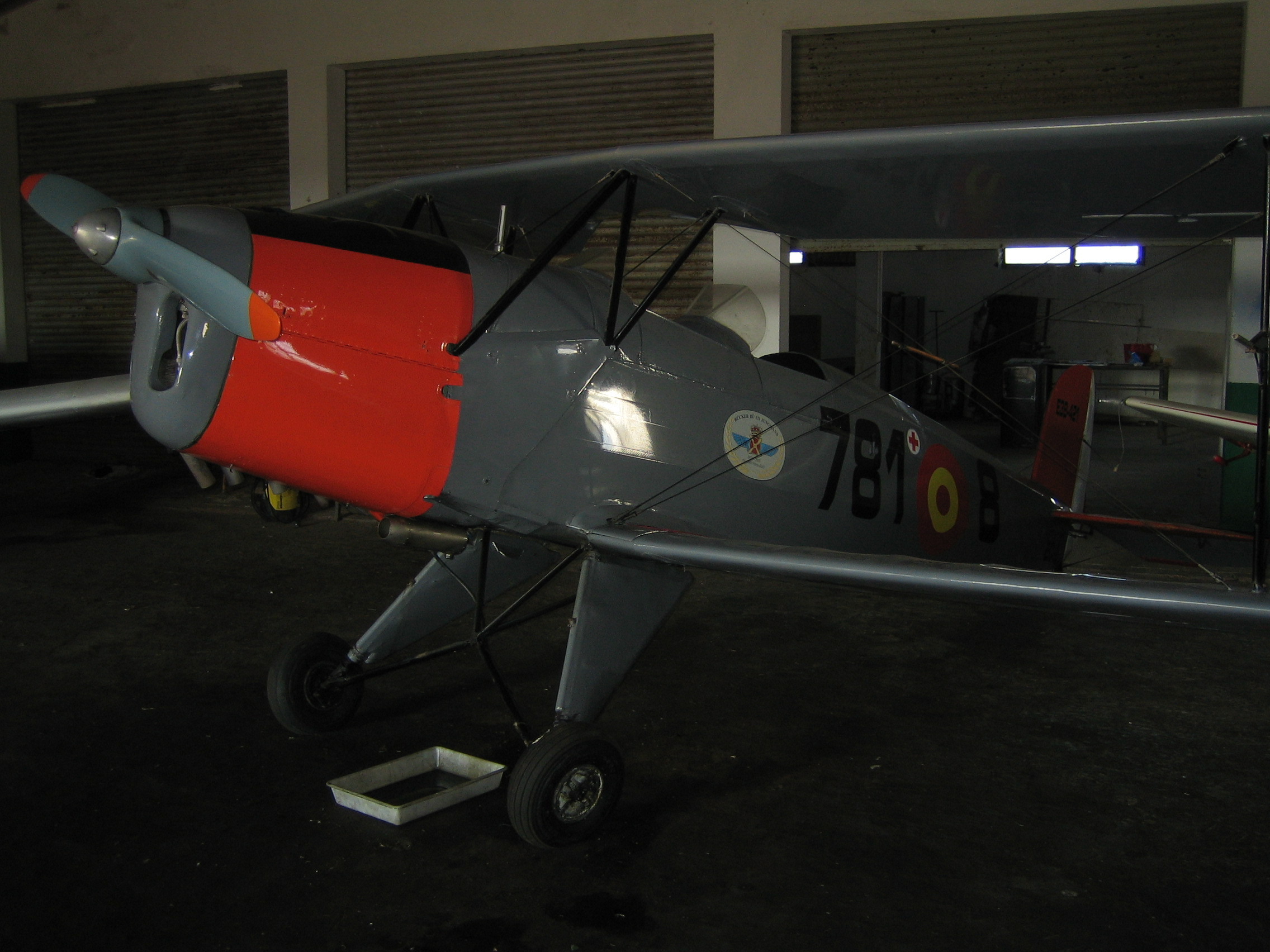
Bücker

L'Aeroclub de Menorca consta d'una flota de cinc avionetes:
- Cessna 172 N amb motor Lycomig 170 hp.
- Cessna 150 Aerobat amb motor Continental Rolls Royce O-240A 125 hp.
- Aisa I-11-B amb un motor Continental C-90 hp (primer vol 1953).
- Aisa I-115: Tipus: Avió Designació del fabricant: I-115 Designació de l'exèrcit de l'aire: I-9 Missió: Ensenyament Primer vol: 1952 Entrada en servei a Espanya: 1956 Fabricant: Aeronàutica Industrial S. A. País d'origen: Espanya Dimensions: 7,35 m. 9,54 m. 2,10 m. Pes: 650 kg. 990 kg. Velocitat: 229 km/h 195 km/h Autonomia: 800 km. 3,5 hores Motors: emansa tigre g-ivb lineal Empenyiment: 150 CV Sostre màxim: 4.300 m. amb un motor Emansa Tigre 150 hp.
- Bücker: Avió biplà d'escola elemental, de dues cabines obertes, que ha estat en servei en l'Aviació espanyola durant 50 anys. Unes poques avionetes van arribar a Sevilla en la tardor de 1936 amb un motor de 80 CV, però totes les següents importades durant la Guerra Civil, fins a completar 50, van portar el Hirth de 105 CV, que també va muntar CASA en les seves primeres sèries. Les últimes 300, fabricades a Cadis, van ser equipades amb un motor espanyol Tigre G-IV A, de 125 CV, amb el qual van ser remotorizadas 30 de les antigues. Aquest ha estat l'avió operat per l'Exèrcit de l'Aire en major quantitat, amb un total de 550 unitats noves (50 importades i 500 fabricades a Espanya) i 30 reconstruïdes.

## Escola d'Aviació

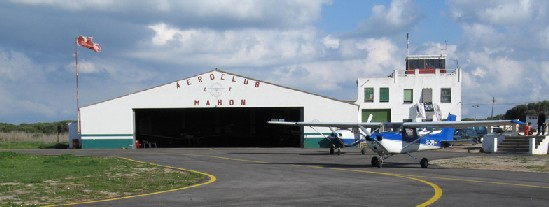
Hangar Aeroclub de Menorca.

Pocs anys abans que es fundés l'entitat Aeroclub de Menorca, entitat que actualment gestiona l'escola de pilots, ja s'impartien cursos per a la seva formació. Actualment, cada any es fan jornades d'iniciació al vol o minicursos de vol amb la finalitat de donar a conèixer a les persones interessades la sensació de poder pilotar un avió. Però la part important de l'escola d'aviació és el curs de pilot privat d'avió que cada any imparteix amb una durada de 60 hores de classes teòriques més 45 hores de vol particulars.
L'escola d'aviació compta des de 1973 amb l'instructor el Dr. Vicente Roca Montanari, experimentat aviador amb més de 7.500 hores de vol a les seves espatlles. L'any 2001 Vicente Roca adquireix la llicència d'examinador de vol, la qual cosa permet a l'escola d'aviació ampliar les seves activitats i augmentar el nombre d'alumnes inscrits en cada curs, ja que fins aquell any havia de venir un examinador de Palma per examinar els alumnes.

## Banc de proves d'equips de Fórmula 1
Equips de Fórmula 1 com Ferrari, Renault, McLaren i Toyota es desplacen a l'Aerclub de Menorca durant la pretemporada per a realitzar proves d'aerodinàmica amb el monoplaça.
La recta de 1.850 metres el converteix en un emplaçament únic a Europa, a més resulta un lloc en el qual els equips poden treballar amb total tranquil·litat i seguretat. Encara que el transport del material dels equips a l'illa no resulta un excessiu problema per als equips, aquesta és una activitat de caràcter estacional de l'aeròdrom, ja que la seva funció principal és la servir com instal·lació aeronàutica. Els dies que la pista està llogada a un equip de Fórmula 1 l'aeroclub es tanca als vols, cosa que és possible gràcies als pocs avions, pocs hangars i escàs trànsit que suporta.